# Pierwsi ludzie na księżycu
Pierwsi ludzie na księżycu (tyt. oryg. The First Men in the Moon) – powieść science fiction napisana przez Herberta George’a Wellsa i opublikowana w 1901.
W powieści autor nie stara się być w zgodzie z ówczesnym stanem wiedzy i poglądów naukowych na temat Księżyca. Głównym tematem powieści są możliwe sposoby organizacji społeczeństwa i rozważania dotyczące trudności w nawiązaniu kontaktów z przedstawicielami wysokorozwiniętych cywilizacji pozaziemskich. 
Pierwszy polski, skrócony i uproszczony przekład powieści autorstwa Marii Strebeyko ukazał się 1902 w odcinkach w tygodniku ilustrowanym dla dzieci i młodzieży Wieczory Rodzinne, a w wydaniu książkowym w 1905. Powieść była przekładana także przez Stanisława Mazanowskiego (I wyd. 1921) i Witolda Chwalewika (I wyd. PIW, Warszawa 1959).

## Zarys fabuły
Autor przedstawia w niej wyprawę dwóch ludzi na Księżyc - narratora powieści, aktualnie „spłukanego” finansowo biznesmena Bedforda i jego przyjaciela Cavora, genialnego wynalazcy niezwykłej substancji antygrawitacyjnej, cavoritu. Podróży swej dokonują dzięki pojazdowi zbudowanemu z tego materiału, który izoluje działanie siły grawitacji.
Na Księżycu odkrywają wysoko rozwiniętą cywilizację owadopodobnych stworzeń, Selenitów. Społeczeństwo tam zorganizowane jest na wzór mrowiska. W zależności od zapotrzebowania młode stworzenia są wychowywane na robotników, pasterzy, żołnierzy, uczonych itp.
Po przybyciu na Księżyc ludzie oddalają się od swego pojazdu i gubią w bujnej, gwałtownie rozrastającej się roślinności. Nie mogąc odnaleźć pojazdu, zmęczeni i głodni, po zjedzeniu halucynogennych grzybów natykają się na grupę Selenitów i zachowują się w stosunku do nich agresywnie. Zostają przez nich schwytani, zakuci w (złote, co potem odkrywają) kajdany i uwięzieni we wnętrzu jednej z wielkich podziemnych grot księżycowych, gdzie mieszkają Selenici. Zawodzą próby nawiązania kontaktu z Selenitami z mniej inteligentnych niższych kast, którzy zdają się nie rozumieć ich prób porozumienia i początkowo traktują podróżników jak nierozumne zwierzęta. Po wyswobodzeniu się z niewoli udaje się im zbiec i wydostać na powierzchnię.
Po odkryciu faktu, że Księżyc jest zbudowany w znacznym stopniu ze złota, podróżnicy snują luźne plany wymiany handlowej z jego mieszkańcami.
Po rozdzieleniu się przyjaciół, w celu szybszego odnalezienia pojazdu, Cavor zostaje ponownie pojmany przez Selenitów.  
Na Ziemię powraca tylko jeden z podróżników, Bedford. Przywozi ze sobą owe złote kajdany, łańcuchy, piki, strzały, pręty i inne rzeczy wykonane ze złota; zdobyte w trakcie ucieczki w potyczkach z Selenitami. Planuje zorganizowanie nowej wyprawy i wydostanie przyjaciela z niewoli. Niestety Bedford, choć staje się bogatym człowiekiem, w wyniku nieostrożności traci pojazd międzyplanetarny a ponieważ nie jest naukowcem, nie jest w stanie na nowo wytworzyć cavoritu. 
O losach drugiego podróżnika, pozostałego na Księżycu Cavora, dowiadujemy się z przekazu radiowego. Okazuje się, że nawiązuje on w końcu kontakt z przedstawicielami inteligentniejszej kasty rządzącej i Wielkim Lunarem, ich przywódcą. Jednakże po zapoznaniu się z cywilizacją Ziemian, ludzie swym okrucieństwem wzbudzają odrazę wśród mieszkańców Księżyca i Selenici nie są zainteresowania w nawiązaniu z Ziemianami bliższych kontaktów. Kontakt radiowy urywa się w chwili, gdy Cavor próbuje przekazać dane dotyczące produkcji cavoritu.